# سنت-کروا، کبک
سنت-کروا (به فرانسوی: Sainte-Croix) شهری در منطقه شهری لوتبینییر ناحیه شودییر-آپالاش در استان کبک کانادا است. در سرشماری سال ۲۰۱۱ این شهر ۲٬۴۴۵ نفر جمعیت داشته‌است و مساحت آن ۶۹٫۶۴ کیلومتر مربع است.